# Ерлыкин, Иван Иванович
Иван Иванович Ерлы́кин (28 октября 1922 - 24 августа 1990) — конструктор судов на подводных крыльях.

## Биография
В 1945 году окончил Горьковский индустриальный институт.
Работал в научно-исследовательской гидролаборатории (НИГЛ) на заводе «Красное Сормово», проектировал судна на подводных крыльях (несколько лет был освобождённым секретарём парткома завода).
Под руководством Ростислава Евгеньевича Алексева и И. И. Ерлыкина созданы суда типа «Ракета», «Метеор», «Комета», «Беларусь», «Полесье», «Восход», «Ласточка», «Циклон».
Соавтор 12 изобретений.

## Награды и премии
- Сталинская премия второй степени (1951) — за разработку судов на подводных крыльях
- заслуженный изобретатель РСФСР
- орден «Знак Почёта»
- медали